# Atractia pulverulenta
Atractia pulverulenta är en tvåvingeart som beskrevs av Ignaz Rudolph Schiner 1867. Atractia pulverulenta ingår i släktet Atractia och familjen rovflugor. Inga underarter finns listade i Catalogue of Life.